# The Lion and the Cobra
| Recensione                    | Giudizio    |
| ----------------------------- | ----------- |
| AllMusic                      |             |
| Encyclopedia of Popular Music |             |
| Los Angeles Times             |             |
| Ondarock                      | Consigliato |
| Rolling Stone                 |             |
| Slant Magazine                |             |
| Sputnikmusic                  |             |
| The Village Voice             | A–          |

The Lion and the Cobra è il primo album della cantante irlandese Sinéad O'Connor, pubblicato il 25 ottobre 1987.
L'album, oltre ad aver avuto successo di pubblico e di critica, ha mostrato per la prima volta la potenza e la capacità vocale della cantante.

## Tracce
Testi e musiche di Sinéad O'Connor, eccetto dove indicato.
1. Jackie – 2:28
2. Mandinka – 3:46
3. Jerusalem – 4:20 (O'Connor, Ali McMordie, Mike Clowes, John Reynolds)
4. Just Like U Said It Would B – 4:32 (O'Connor, Steve Wickham)
5. Never Get Old (feat. Enya) – 4:39
6. Troy – 6:34
7. Want Your (Hands on Me) – 4:42 (O'Connor, Clowes, Reynolds, Rob Dean, Spike Holifield)
8. Drink Before the War – 5:25
9. Just Call Me Joe – 5:51 (O'Connor, Kevin Mooney, Leslie Winer)

## Crediti
- Sinéad O'Connor: voce, chitarra elettrica, arrangiamento, produzione, missaggio
- Kevin Moloney: produzione, missaggio, ingegneria del suono
- Fachtna O'Ceallaigh: missaggio
- Marco Pirroni: chitarra elettrica, chitarra acustica
- Richard "Spike" Holifield: basso
- Rob Dean: chitarra elettrica, chitarra acustica
- John Reynolds: batteria
- Mike Clowes: sintetizzatori, tastiere, arrangiamento strumenti a corda in Troy
- Kevin Mooney: chitarre e basso in Just Call Me Joe
- Gavyn Wright: direttore d'orchestra
- Enya: intro parlato in Never Get Old
- Leslie Winer: voce in Just Call Me Joe
- Terence Morris, Lloyd Phillips & Chris Birkett: missaggio in Mandinka & I Want Your (Hands on Me)
- Jack Adams: mastering
- Kate Garner, Kim Bowen: fotografia
- John Maybury, Steve Horse: copertina